# Germanisches schwaches Verb
Als schwache Verben (Abkürzung swV u. ä.) wird eine von drei Verbalklassen in den germanischen Sprachen bezeichnet. Ihr Kennzeichen ist die Bildung der Präteritalformen sowie des Partizips des Präteritums (Partizip II) mithilfe eines Dentalsuffixes. Die anderen zwei Verbalklassen sind die starken Verben und die Präteritopräsentia.
In der Beschreibung der Gegenwartssprache werden schwache Verben meistens als regelmäßige Verben bezeichnet (mit Ausnahme von bringen und denken sowie der rückumlautenden Verben, wo zusätzlich zum Dentalsuffix auch vokalische und teilweise konsonantische Änderungen auftreten), da ihre Konjugationen im Vergleich zu den anderen Flexionsklassen nach zwei wiederkehrenden Mustern aus der Nennform abgeleitet werden können. Vom sprachhistorischen Standpunkt aus gesehen ist die Bezeichnung als regelmäßig oder unregelmäßig aber weniger sinnvoll, da auch die starken Verben einst eine regelhafte Formenbildung besaßen.
Die schwachen Verben sind in den heutigen germanischen Sprachen weitaus zahlreicher als die starken. Im Gegensatz zu starken Verben bilden schwache Verben im Deutschen eine produktive Flexionsklasse, die durch neue Verben (z. B. Wortbildungsprodukte, die durch explizite Derivation oder Konversion entstanden sind) oder Flexionsklassenwechsel starker Verben zu Neubildungen erweiterbar ist.

## Beispiele
Die Bildung der Stammformen schwacher Verben kann an den folgenden Beispielen aus einigen modernen germanischen Sprachen veranschaulicht werden:
|            | Infinitiv         | Präteritum | Partizip Präteritum |
| ---------- | ----------------- | ---------- | ------------------- |
| Deutsch    | machen            | mach-te    | ge-mach-t           |
| Deutsch    | lieben            | lieb-te    | ge-lieb-t           |
| Englisch   | punch ‘schlagen’  | punch-ed   | punch-ed            |
| Englisch   | say ‘sagen’       | sai-d      | sai-d               |
| Englisch   | make ‘machen’     | ma-de      | ma-de               |
| Norwegisch | snakke ‘sprechen’ | snakk-et   | snakk-et            |
| Norwegisch | kaste ‘werfen’    | kast-et    | kast-et             |
| Norwegisch | nå ‘erreichen’    | nå-dde     | nå-dd               |

Beispiele aus den altgermanischen Sprachen:
|                | Infinitiv        | Präteritum | Partizip Präteritum |
| -------------- | ---------------- | ---------- | ------------------- |
| Gotisch        | nasjan ‘retten’  | nasi-da    | nasi-þs             |
| Gotisch        | salbōn           | salbō-da   | salbō-þs            |
| Althochdeutsch | suochen ‘suchen’ | suoh-ta    | gi-suoch-it         |
| Althochdeutsch | salbōn ‘salben’  | salbō-ta   | gi-salbō-t          |
| Altisländisch  | kalla ‘rufen’    | kalla-þa   | kalla-þr            |
| Altisländisch  | telia ‘erzählen’ | tal-þa     | tal-(e)þr           |

## Schwache Verben im Neuhochdeutschen
Die regelmäßige Bildung der Stammformen eines schwachen Verbs erfolgt durch Anfügen der Suffixe -te (Nachsilbe) bzw. -t sowie des Präfixes ge- (Vorsilbe) an den unveränderten Wortstamm, wie etwa in fragen – fragte – gefragt. Das Präfix ge- entfällt bei Verben, die bereits ein untrennbares Präfix haben, sowie bei Verben fremder Herkunft, die auf -ieren enden. Der Wortstamm (in diesem Fall -frag-) bleibt immer gleich. (Zum Vergleich: Im Englischen erfüllt die Endung -ed dieselbe Funktion.) Da diese Endung in allen germanischen Sprachen einen Dentallaut enthält, wird sie auch Dentalsuffix genannt. Die Konjugation von Verben mithilfe dieser Dentalsuffixe nennt man schwache Konjugation; Verben, die nach diesem Muster flektiert werden, heißen dementsprechend schwache Verben.
Es gibt jedoch auch unregelmäßige schwache Verben, die ihre Stammformen zwar mit Dentalsuffix bilden, aber auch andere historische Phänomene zeigen, etwa denken – dachte – gedacht, mit Umlaut im Präsensstamm und durch Primärberührung verursachter Konsonantenänderung im Präteritum. Die häufig wiederholte Gleichung „schwache Verben = regelmäßige Verben“ ist deshalb für alle germanischen Sprachen irreführend.

## Herkunft
Die Kategorie der schwachen Verben ist eine Innovation des Germanischen. Die Verben sind bis auf wenige Ausnahmen nicht aus dem Indogermanischen ererbt, sondern neu geschaffene Ableitungen zu bestehenden Wörtern (Sekundärbildungen).

### Denominale Ableitungen
Schwache Verben können von Substantiven oder Adjektiven abgeleitet sein. Das gotische Verb karōn ‘sorgen’ ist zum Beispiel eine Ableitung zum Substantiv kara ‘Sorge’, das Verb hailjan ‘heilen’ eine Ableitung vom Adjektiv hails ‘heil, gesund’, taiknjan ‘ein Zeichen machen, zeigen’ von taikns ‘Zeichen’. Einen besonderen Typus stellen die Inchoative dar, die das Eintreten eines Zustandes bezeichnen (neuhochdeutsch tagen ‘Tag werden’).

### Deverbative Ableitungen
Auch starke Verben kommen als Ableitungsgrundlage in Frage. Die Neubildungen haben dann in der Regel die Bedeutung eines Kausativs, d. h., sie bezeichnen die Veranlassung der Verbalhandlung (so wie tränken ‘trinken machen’ zu trinken), oder die eines Iterativs/Intensivs (schnitzen ‘intensiv, wiederholt schneiden’ zu schneiden).

## Schwache Verbalklassen
Da das Gotische als älteste belegte Sprache des Germanischen vier separate schwache Verbalklassen aufweist, setzt man in der Regel auch für das gesamte Germanische eine ursprüngliche Anzahl von vier Klassen an. Die Einteilung basiert auf formalen Kriterien, d. h. auf dem im Ableitungsvorgang zur Anwendung gekommenen Suffix.

### jan-Verben (1. Klasse)
Diese weisen ein Suffix *-ja- auf, das im Gotischen noch gut ersichtlich ist: Got. nasjan ‘retten’, sōkjan ‘suchen’, mikiljan* ‘preisen’. Es handelt sich bei den jan-Verben um die mit Abstand größte der schwachen (bzw. sogar sämtlicher) Verbalklassen. Ihre Mitglieder sind meistens von starken Verben, Substantiven oder Adjektiven abgeleitet und haben eine kausative Bedeutung.

### ōn-Verben (2. Klasse)
Diese Bildungen zeichnen sich durch ein Suffix *-ōja- aus. Im Gotischen ist davon nur noch das lange -ō- erhalten: salbōn ‘salben’, mitōn ‘denken’, fraujinōn ‘herrschen’. Sie sind in der Regel denominal gebildet.

### an-Verben (3. Klasse)
Das Suffix der dritten schwachen Verbalklasse ist nicht eindeutig rekonstruierbar. Es erscheint im Gotischen als -ai- oder -a-. Die Klasse zählt im Gotischen relativ wenige Mitglieder, erlebte im Althochdeutschen aber ein starkes Wachstum. Beispiele aus dem Gotischen sind þulan ‘dulden’ oder liban ‘leben’.

### nan-Verben (4. Klasse)
Die vierte schwache Verbalklasse umfasst mehrheitlich Inchoativa, d. h. Verben, die den Übergang in einen Zustand bezeichnen. Das Ableitungssuffix zeigt sich im Gotischen als -na- oder -nō-: fullnan ‘voll werden’, and-bundnan* ‘sich lösen’, us-bruknan ‘abbrechen’. Im Westgermanischen ist diese Gruppe als separate Flexionsklasse untergegangen.

## Das Dentalpräteritum
Die Herkunft des mittels Dentalsuffix gebildeten Präteritums ist eine der großen Kontroversen in der germanischen Sprachgeschichte. Es liegen verschiedene Hypothesen vor, u. a. die Entstehung aus einer alten Bildung mit dem Verb *dō- „tun“, doch konnte bisher noch keine allgemein anerkannte Erklärung gefunden werden.